# 456
Rok 456 (CDLVI) byl přestupný rok, který podle juliánského kalendáře započal nedělí. V té době byl tento rok znám jako Rok konzulátu Avita nebo jako rok 1209 Ab urbe condita (od založení Říma). 
Podle židovského kalendáře došlo k přelomu let 4216 a 4217. 

## Hlavy států
- Papež – Lev I. Veliký (440–461)
- Východořímská říše – Marcianus (450–457)
- Západořímská říše – Avitus (455–456)
- Franská říše – Merovech (448–457)
- Perská říše – Jazdkart II. (439–457)
- Království Burgundů – Chilperich I. (443–480)
- Galicijské království – Rechiarius (448–456)
- Ibérské království – Vachtang I. Gorgasali (447–522)
- Ostrogóti – Valamir (447–465/470)
- Vizigóti – Theodorich II. (453–466)
- Vandalové – Geiserich (428–477)